# Station Jordanstown
Station Jordanstown  is een spoorwegstation in Jordanstown een voorstad van de Noord-Ierse hoofdstad Belfast. Het station ligt aan de lijn naar Larne. Het station bedient de Jordanstown campus van de Ulster University.